# Рудый, Анджей
А́нджей Ру́дый (пол. Andrzej Rudy; род. 15 октября 1965, Сьцинава, Вроцлавское воеводство) — польский футболист и тренер. В качестве игрока выступал на позиции полузащитника. Известен своими выступлениями за амстердамский «Аякс» и сборную Польши.

## Ранние годы
Анджей родился в польском городе Сьцинава и вырос в спортивной семье. Его отец в молодости играл в футбол и занимался боксом. Старший брат Анджея, Ришард, в начале 1980-х выступал за любинский клуб «Заглембе» и глогувский «Хробрым». Младшие братья Роман и Томаш также занимались футболом.
Рудый начал футбольную карьеру в юношеской команде клуба «Одра» из своего родного города. После окончания начальной школы в 1980 году он переехал во Вроцлав, где начал заниматься в футбольной секции местного клуба «Шлёнск». Вместе с ним в юношеской команде играли братья Януш и Ярослав Едынаки.
В 1981 году «Шлёнск» стал победителем национальной молодёжной спартакиады. В финальном матче команда Анджея победила сверстников из клуба «Ягеллония» со счётом 2:1. Автором дубля стал Рудый. После удачного выступления он попал в юношескую сборную Польши до 16 лет, в которой дебютировал в матче против сборной Чехословакии. Неделю спустя, в игре против юношеской сборной ГДР, Анджей отметился забитым голом.
В 1982 году 17-летний полузащитник был включен в резервный состав «Шлёнска». В сезоне 1982/83 он играл только в товарищеских матчах «Шлёнска». Весной 1983 года в матче за юношескую сборную Польши против Восточной Германии Рудый получил перелом ноги и после этого был вынужден пропустить почти полгода.

## Клубная карьера
В составе «Шлёнска» Анджей дебютировал 12 октября 1983 года в матче чемпионате Польши против «Заглембе». 18-летний полузащитник появился на поле в конце второго тайма и сыграл девять минут, но за это время болельщики клуба запомнили его эффективный дриблинг и отличный поставленный удар. Вместе с клубом он завоевал Кубок Польши 1987 года. Сезон 1988/89 начал в «Катовице».
Ночью с 10 на 11 ноября 1988 года, во время пребывания в Милане со сборной польской лиги, которая должна была сыграть 12 ноября товарищеский матч со сборной итальянской лиги, посвящённый 90-летию итальянского футбола, Анджей Рудый сбежал из гостиницы и в багажнике автомобиля пересёк немецкую границу. Причиной побега назывались в том числе любовь к девушке, желание разбогатеть и т. д. В Польше обвинён в государственной измене.
Играл за ряд немецких и бельгийских клубов. С клубом «Льерс» выиграл чемпионат Бельгии в 1997 году. Затем перешёл в амстердамский «Аякс», с которым стал чемпионом Нидерландов 1998 года, а также обладателем кубка (1998 и 1999).
Заканчивал карьеру в клубах низших немецких лиг, в том числе и играющим тренером. Тренировал ряд немецких клубов. В 2014 году тренер клуба «Ойскирхен», выступающего в Среднерейнской лиге.

## В сборной Польши
С юношеской сборной Польши завоевал бронзовые медали на Чемпионате Европы до 18 лет 1984 года, проходившем в СССР.
Во взрослой сборной Польши дебютировал 12 ноября 1986 года в товарищеском матче со сборной Ирландии, выйдя на замену на 45 минуте. До своего побега сыграл 11 матчей за сборную, в которых забил 3 мяча.
После падения в Польше коммунистического режима опять вызывался в сборную Польши, за которую сыграл ещё 5 матчей. Последним был товарищеский матч 25 февраля 1998 года в Тель-Авиве, против сборной Израиля.

## Достижения
«Шлёнск»
- Обладатель Кубка Польши: 1986/87

«Кёльн»
- Вице-чемпион ФРГ: 1989/90

«Льерс»
- Чемпион Бельгии: 1996/97

«Аякс»
- Чемпион Нидерландов: 1997/98
- Обладатель Кубка Нидерландов: 1997/98, 1998/99